# Złoto Inków
Złoto Inków (ang. Inca Gold) – powieść sensacyjno-przygodowa Clive’a Cusslera, wydana w 1994. Jest dwunastą książką z serii o przygodach Dirka Pitta.

## Opis fabuły
Dirk Pitt zamierza pokonać złodziei dzieł sztuki, poszukujących skarbu wielomiliardowej wartości - tytułowego złota Inków - ukrytego przed Hiszpanami i zaginionego w XVI wieku. Zarówno Pitt, jak i przestępczy syndykat usiłują odnaleźć mapę, która doprowadzi ich do drogocennych zabytków. Przed wiekami mapa została odebrana Indianom przez Hiszpanów, a następnie wpadła w ręce słynnego żeglarza i korsarza Francisa Drake'a, by w rezultacie zaginąć w bezkresie południowoamerykańskiej dżungli. Podczas poszukiwań mapy i złota ukrytego w skalnej grocie na wyspie na jeziorze w Andach, Pitt przeżywa wiele pełnych grozy przygód i niezwykłych zdarzeń.